# Metzgerturm (Lauterbourg)

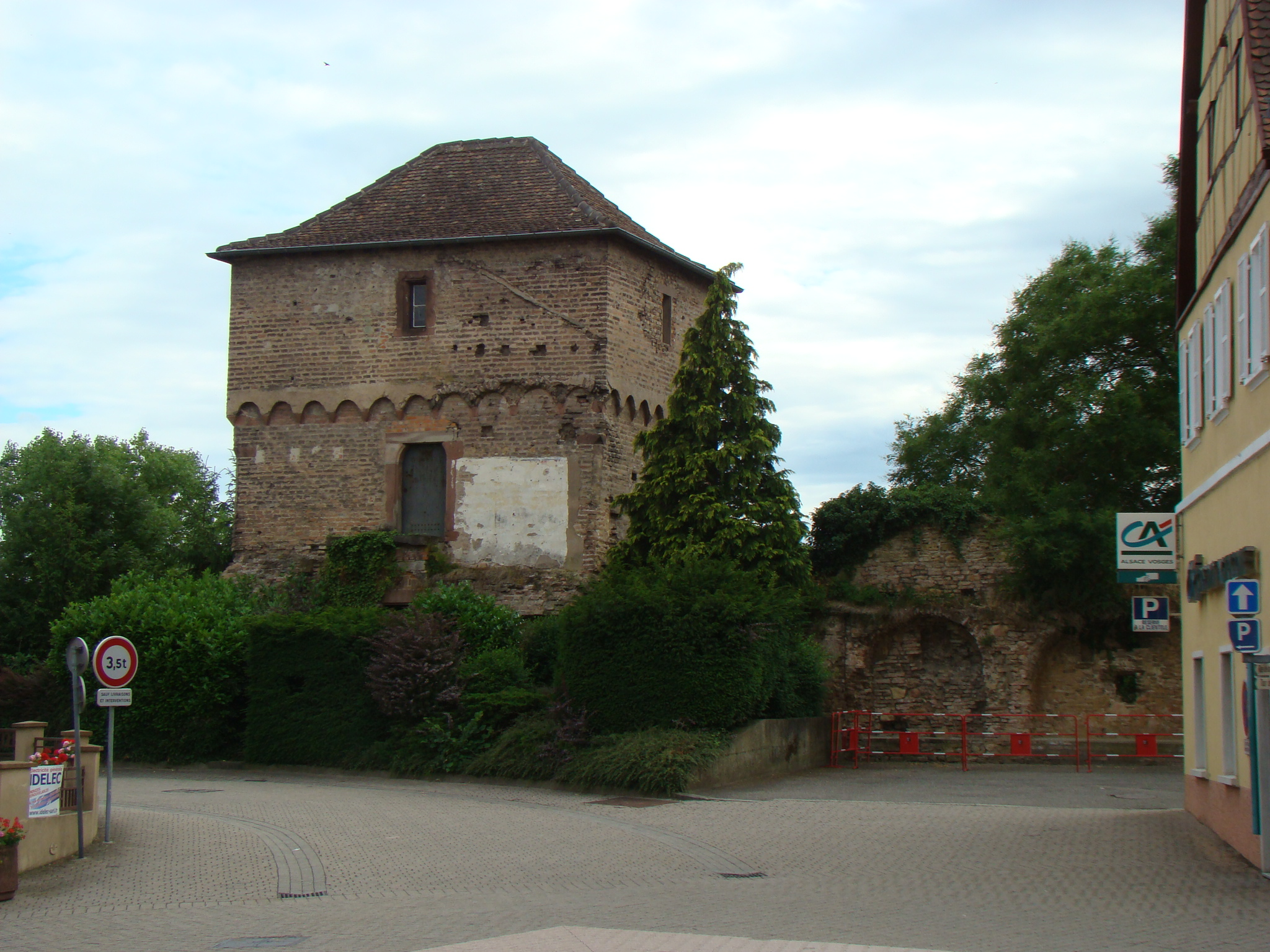
Metzgerturm in Lauterbourg

Der Metzgerturm (auch Gabrielsturm) in Lauterbourg im Elsass ist das Relikt einer hochmittelalterlichen Stadtbefestigung. Das Gebäude ist als Baudenkmal (Monument historique) geschützt.
Der Metzgerturm im Westen der historischen Ortsmitte entstand in der Mitte des 13. Jahrhunderts, als die bereits unter Kaiser Otto III. befestigte Stadt von einer neuen Mauer mit 15 Türmen umgeben wurde. Beim Abriss der Festungsanlage im Jahr 1706 blieb der Metzgerturm mit einigen wenigen anderen Türmen erhalten und diente bis 1761 als Gefängnis. Von einem entflohenen zum Tode Verurteilten namens Gabriel hat er seinen Beinamen Gabrielsturm erhalten.